# Yves Parlier
Pour les articles homonymes, voir Parlier.
Yves Parlier est un navigateur français né le 14 novembre 1960 à Versailles (Yvelines).

## Biographie
Il quitte la région parisienne pour la Gironde où il finit son cursus d'ingénieur en matériaux composites. Passionné par la voile, il décide d'en faire son métier. Il remporte, à 24 ans, la Mini-Transat sur son propre bateau. Un bateau dans lequel il aura mis en application son sujet de mémoire de fin d'étude : équiper pour la première fois un voilier de course d'un mât en carbone.
Après sa victoire dans la Solitaire du Figaro 1991, Yves Parlier rachète le 60 pieds Groupe Sceta à Christophe Auguin, à bord duquel il a remporté le BOC Challenge. Bénéficiant du soutien de Cacolac et de la Région Aquitaine, Parlier remporte la Transat anglaise 1992 chez les monocoques, battant le record de l'épreuve, et manque de battre celui de la traversée New York-Cap Lizard de quelques heures. En novembre, il est au départ du Vendée Globe 1992-1993 et démâte dans le golfe de Gascogne. Il parvient à regagner les Sables-d'Olonne et à repartir et termine finalement 4e.
L'année suivante, Parlier remporte la première édition de la Transat Jacques-Vabre et se prépare à courir le BOC Challenge 1994. En août, il remporte le BOC Transatlantic Challenge, traversée de l'Atlantique en flotte vers le port de départ du BOC, Charleston mais, faute de moyens, il ne peut prendre le départ et rentre en France pour courir la Route du Rhum, nouvelle transat qu'il accroche à son palmarès.
En 1996, Parlier vend Cacolac d'Aquitaine à Marc Thiercelin et travaille avec le groupe Finot à la réalisation du nouveau 60 pieds Aquitaine Innovations. Ils mettent au point le premier mât-aile, soutenu par des outriggers. Il prend le départ du Vendée Globe 1996-1997 mais une série d'avaries le contraint à l'abandon.
En 2000, Yves Parlier prend le départ du 4e Vendée Globe sur Aquitaine Innovation. À la lutte avec Michel Desjoyeaux et Roland Jourdain en tête de course, le navigateur démâte dans les mers du sud. Contredisant les médias annonçant son abandon, il décide de réparer seul son mât et de continuer la course. Il terminera finalement treizième de cette édition, en 126 jours, mangeant principalement des algues pendant les derniers jours de course, la nourriture à bord étant épuisée après autant de jours en mer.
En 2007, Yves Parlier utilise ses compétences de traction avec des kitesurfs pour créer une solution de traction naturelle et renouvelable pour des bateaux et cargos. Sa société Beyond the Sea a reçu un financement de 1 million d'euros de la part du fonds d'investissement Time for the Planet en décembre 2021,.

### Famille
Il est le père du kitesurfeur Nicolas Parlier.

## Décoration
- Chevalier de la Légion d'honneur (14 juillet 2002)[4]

- Chevalier de l'ordre du Mérite maritime (à titre exceptionnel, 1993)[5]

## Palmarès

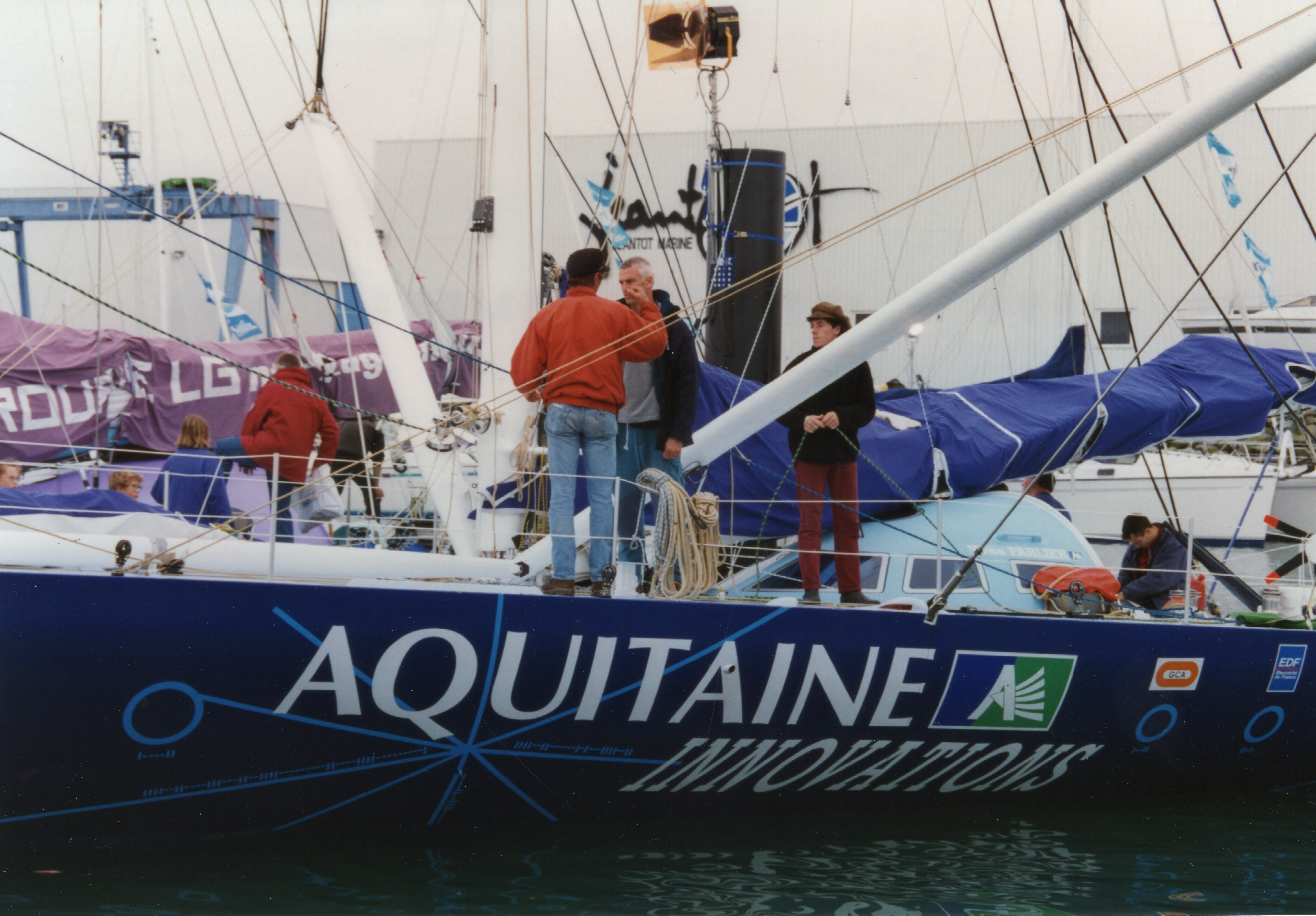
Yves Parlier sur Aquitaine Innovations au départ du Vendée Globe 1996-1997.

- 2006 : Record de distance parcourue en 24 heures en solitaire en monocoque : 586,00 milles soit 24,41 nœuds[6]
- 2006 : Record de distance parcourue en 24 heures en équipage (5 coéquipiers) : 597,81 milles soit 24,91 nœuds[7]
- 2004 : 11e Transat Québec-Saint-Malo, sur multicoque course en équipage
- 2004 : Transat anglaise Plymouth-Boston, course en solitaire
- 2003 : Conception et construction de l'Hydraplaneur Médiatis - Région Aquitaine
- 2003 : 2e Cherbourg / Rimini, course en équipage avec Lalou Roucayrol
- 2002 : Navigation sur L'Hydroptère et sur multicoques
- 2001 : Navigation sur multicoques : 1er au Grand Prix de Zeebruge et Transat Jacques Vabre
- 2001 : Navigateur sur L'Hydroptère
- 2000 - 2001 : 13e du Vendée Globe en 126 jours, 23 heures et 36 minutes après avoir réparé seul son gréement (démâtage)
- 1999 : 1er de la course de l'Europe en équipage
- 1999 : 4e de la Transat Jacques Vabre avec Ellen MacArthur
- 1998 : 1er de la Route de l'Or en équipage (New York - San Francisco). Record : 57 j 3 h 21 min 45 s
- 1997 : 1er de la Transat Jacques Vabre avec Éric Tabarly. Record : 19 j 23 h 19 min 10 s
- 1997 : 1er de la course du Fastnet
- 1996 - 1997 : Abandon au Vendée Globe pour cause de safran cassé mais tour du monde achevé
- 1994 : 1er de la Route du Rhum Record : 15 j 19 h 23 min
- 1993 : 1er de la Route du Café Record : 18 j 23 h 21 min 38 s
- 1992 - 1993 : 4e du Vendée Globe en 125 j 2 h 42 min
- 1992 : 1er de la Transat Anglaise Record : 14 j 6 h 1 min 30 s
- 1991 :
  - 1er de la Solitaire du Figaro où on le surnomme « l'extra-terrestre » pour sa réussite spectaculaire sur des options météo en dehors des sentiers battus.
  - Champion de France de course au large en solitaire
- 1985 : 1er de la Mini-Transat (Brest - Pointe-à-Pitre) Record : 31 j 20 h 37 min 15 s